# Peter Hansen (militare)
Peter Adolf Cesar Hansen (Santiago del Cile, 30 settembre 1896 – Viersen, 23 maggio 1967) è stato un generale tedesco.
Fu ufficiale delle Waffen-SS italiane durante la seconda guerra mondiale.

## Biografia
Peter Hansen nacque a Santiago del Cile da genitori di origine tedesca e italiana, trascorrendo i suoi primi anni di vita in Cile ed imparando così anche lo spagnolo oltre al tedesco ed all'italiano. Raggiunta la maggiore età, Peter decise di spostarsi in Germania per entrare nell'esercito imperiale e partì come volontario nella prima guerra mondiale, sfruttando la sua conoscenza del tedesco. Essendo comunque considerato un immigrato cileno e pertanto reputato "poco affidabile" non venne inviato subito al fronte, ma vi giunse alla fine del 1916 quando venne prescelto per la prima linea in un reggimento di artiglieria. Per i meriti acquisiti sul campo venne nominato al grado di tenente.
Alla fine della guerra tornò in Cile dove rimase sino al 1933 quando salì al potere Adolf Hitler. Ritornato ancora una volta in Germania, fece il proprio ingresso nelle SS e nel NSDAP col numero di militante 2.860.864. Nelle SS ascese rapidamente la maggior parte dei gradi e nel 1934 venne nominato SS-Scharführer, poi SS-Obertruppenführer, nel 1935 SS-Hauptmannführer ed all'inizio del 1939 venne promosso al grado di SS-Oberturmbannführer. Con l'inizio della seconda guerra mondiale venne promosso SS- Standartenführer e gli venne affidata una propria batteria di artiglieria da dirigere al fronte.
Nel 1940 entrò nelle Waffen-SS con il grado di SS-Oberführer, divenendo così uno dei primi stranieri non europei ad arruolarsi nel corpo. A partire dal 1943, Hansen aiutò ad ogni modo l'organizzazione della divisione "Lettone" dei volontari delle Waffen-SS 15. Waffen-Grenadier-Division der SS . Il suo impegno militare di maggior rilievo fu ad ogni modo nella 29ª divisione delle Waffen-SS in Italia. Dopo la fondazione della Repubblica di Salò, fu deciso di creare una divisione in Italia, e Hansen fu scelto per la sua esperienza con le SS letton. La divisione fece il suo addestramento iniziale nel campo di concentramento di Muzzingen, nella Foresta Nera. Una volta istruite, le unità potevano fare ritorno alla 29ª divisione in Italia.
La divisione ebbe il suo battesimo del fuoco concreto in Piemonte combattendo contro i partigiani in vari episodi e con alterni risultati, e fu protagonista della Strage di Cumiana, dove 50 civili furono assassinati. Hansen negò di aver ordinato la strage, che fu eseguita però da un gruppo di suoi subalterni, ed in seguito Hansen ebbe a che fare con risultati concreti molto deludenti, con poche perdite da parte partigiana e alto tasso di diserzione fra le SS italiane. La 29ª divisione combatté in seguito la sua unica azione di guerra contro gli Alleati nella battaglia di Anzio nella primavera del 1944 contro l'esercito nordamericano ed inglese. I tedeschi indietreggiarono a Nettuno ed a Il 4 giugno 1944 Roma cadde nelle mani degli alleati, ma Hansen riuscì a fuggire dopo aver perso 300 uomini. Per queste azioni Hansen ottenne la croce di ferro, ma il comando tedesco ritenne il risultato deludente e Hansen fu trasferito al comando dell'artiglieria del 3 Corpo Panzer delle Waffen SS. Un secondo battaglione fu nel frattempo costruito ma non in tempo per combattere ad Anzio, e fu mantenuto nell'area dell'Appennino per azioni antipartigiane e di rappresaglia.. Hansen tornò al comando della 29ª divisione brevemente nel settembre 1944, ma le sue condizioni di salute malferme lo fecero tornare al ruolo prima di comandante dell'artiglieria e poi capo di stato maggiore del XVIII corpo delle Waffen SS.. Fu catturato dai francesi mentre si trovava in ospedale per l'ennesimo ricovero.
È morto a Viersen il 23 maggio 1967.